# Месники: Судний день
«Ме́сники: Судний день» (англ. Avengers: Doomsday) — майбутній американський супергеройський фільм, заснований на коміксах Marvel Comics про команду месників. Фільм виробляється Marvel Studios і розповсюджується Walt Disney Studios Motion Pictures і стане п'ятим за рахунком фільмом у серії про Месників, продовженням стрічки «Месники: Завершення» (2019) і наразі 39-м за рахунком фільмом у медіафраншизі «Кіновсесвіт Marvel». Режисерами фільму виступлять Брати Руссо, а сценаристом — Джефф Лавнесс.
У липні 2022 року було оголошено два нові фільми про месників, «Судний день» (на той момент — «Династія Канґа») та «Таємні війни», які стануть завершенням шостої фази КВМ та «Саги мультивсесвіту», водночас Креттон приєднався до проєкту. Лавнесса було найнято у вересні.
Стрічка «Месники: Судний день» вийде 18 грудня 2026 року та стане частиною шостої фази КВМ.

## Виробництво

### Розробка
У травні 2018 року, коли генерального директора Disney Боба Айґера запитали про можливі майбутні фільми про Месників після «Месники: Завершення» (2019), він сказав, що компанія Marvel Studios планує представити нових персонажів та франшизи в рамках Кіновсесвіту Marvel (КВМ), але це необов'язково означає появу нових стрічок про Месників, особливо з огляду на популярність попередніх картин. У січні 2021 року президент Marvel Studios Кевін Файґі сказав, що «у певний момент» вийде ще один фільм про Месників. Обговорюючи майбутнє КВМ у матеріалі для журналу Variety у травні 2022 року, Адам Б. Вері сказав, що «поки що ніхто не розуміє, до чого веде четверта фаза», але зазначив, що у деяких її фільмах та серіалах важливу роль відіграє мультивсесвіт і було представлено кілька «Великих лиходіїв», у тому числі і Канґ Завойовник. У вересні 2020 року Джонатан Мейджорс отримав роль Канґа у фільмі П'ятої фази «Людина-мураха та Оса: Квантоманія» (2023), але спершу він з'явився в ролі «варіанта» персонажа, Того, хто залишається, у першому сезоні серіалу четвертої фази «Локі» (2021) для стрімінгового сервісу Disney+, який вперше показав мультивсесвіт у КВМ. Майкл Волдрон, головний сценарист першого сезону серіалу «Локі», описав Канґа як «мандрівного в часі мультивсесвітнього ворога» і «наступного великого лиходія для фільму-кросовера» КВМ.
На San Diego Comic-Con International у липні 2022 року Файґі анонсував фільми «Месники: Династія Канґа» та «Месники: Таємні війни» та запланував їх прем'єри на 2 травня та 7 листопада 2025 року в США відповідно. Фільми повинні завершити шосту фазу КВМ і всю «Сагу мультивсесвіту», яка охоплює четверту, п'яту та шосту фази. «Династія Канґа» — назва написаної Куртом Бусєком і випущеної у 2001 році сюжетної лінії з коміксів про Месників, в якій Канґ подорожує в часі, щоб поневолити людство, а «Таємні війни» — назва двох серій коміксів: перша була написана Джимом Шутером і виходила в 1984-85 роках, а друга — Джонатаном Гікманом і випускалася у 2015—16 роках. Файґі порівняв фільми зі стрічками «Месники: Війна нескінченності» (2018) та «Завершення», які завершували «Сагу нескінченности», що об'єднала перші три фази. Він сказав, що багато проєктів четвертої фази вибудовують «велику частину історії» «Династії Канґа» та «Саги Мультивсесвіту», і це триватиме в п'ятій та шостій фазі. Він також зазначив, що виконання Мейджорсом ролі кількох варіантів Канґа відрізняє його від головного антагоніста Саги нескінченности, Таноса, і сказав, що «немає того, на чиї плечі я волів би звалити Сагу мультивсесвіту замість нього». Файґі додав, що брати Руссо, режисери «Війни нескінченності» та «Завершення», не повернуться до своєї посади, хоча раніше виявляли інтерес до постановки фільму за «Таємними війнами». Незабаром після цього стало відомо, що режисером «Династії Канґа» виступить Дестін Деніел Креттон. Раніше він зняв для Marvel Studios фільм «Шан-Чі та легенда десяти кілець» (2021) і підписав у грудні 2021 року контракт про співпрацю зі студією, в обов'язки за яким входять режисура сиквела «Шан-Чі 2» та розробка серіалу «Чудо-людина» для Disney+. На відміну від «Війни нескінченности» та «Завершення», коли брати Руссо зняли обидва фільми, Креттон повинен зняти лише «Династію Канґа».
У вересні 2022 року сценарист «Квантоманії» Джефф Лавнесс був найнятий для роботи над сценарієм.
В липні 2024 на San Diego Comic-Con було оголошено що «Династія Канґа» була перейменована на «Судний день», і що фільм зніматимуть брати Руссо. Головним антагоністом виступить Доктор Дум, роль якого зіграє Роберт Дауні. Вийде фільм 1 травня 2026 року.

## Випуск
Прем'єра фільму «Месники: Судний день» в Україні відбудеться 1 травня 2026 року. Фільм стане частиною шостої фази КВМ.

## Сиквел
Сиквел фільму, який отримав назву «Месники: Таємні війни», вийде у прокат в Україні у 2027 році. Стрічка стане завершенням шостої фази КВМ.